# Кольтелли, Франческо Прокопио деи
Франческо Прокопио деи Кольтелли (настоящая фамилия Куто; 9 февраля 1651, Палермо — 10 февраля 1727, Париж) — французский кулинар и предприниматель сицилийского происхождения, основатель «Кафе Прокоп» — одного из старейших кафе в Париже.

## Ранние годы
Прокопио Куто родился на Сицилии. Свою фамилию «Куто», созвучную французскому «couteaux» («нож»), он впоследствии сменил на «Кольтелли». Первоначально он был рыбаком, как и все члены его семьи. Именно на Сицилии Кольтелли узнал рецепт джелато, итальянского варианта мороженого, с помощью которого в будущем получил известность во Франции.

## Карьера
Мастерству повара Кольтелли учился, вероятнее всего, в Палермо или во Флоренции. Примерно в 1670—1674 годах он оказался в Париже, где первоначально присоединился к гильдии производителей лимонада и других безалкогольных напитков. Он работал на улице де Турнон и продавал лимонад и кофе в магазине, принадлежащем некому армянскому эмигранту Паскалю. Когда в 1675 году Паскаль, дела которого шли не слишком хорошо, переехал в Лондон, он оставил свой магазин Кольтелли. Тот вскоре перенёс магазин на более престижное место на улице де Фоссе Сен-Жермен.
В то время большинство мест, где продавалось кофе, не имели концепции кафе, а главным продуктом, продававшимся там, был лимонад. Первые попытки создания кафе имели место в 1643—1644 годах в Париже и Марселе, но они закончились неудачей.

## Кафе «Ле Прокоп»
Известный уже как Франческо Прокопио деи Кольтелли, сицилиец открыл в 1686 году первое кафе в Париже, которое он назвал «Ле Прокоп» — от французского варианта своего имени. Место также часто называли «антр» («пещера»), поскольку даже в ясные и солнечные дни там было сумеречно. Для создания кафе Кольтелли перестроил старую баню. В заведении после реконструкции имелись хрустальные канделябры, зеркала на стенах и мраморные столы, что делало его интерьер похожим на современные западные кафе.

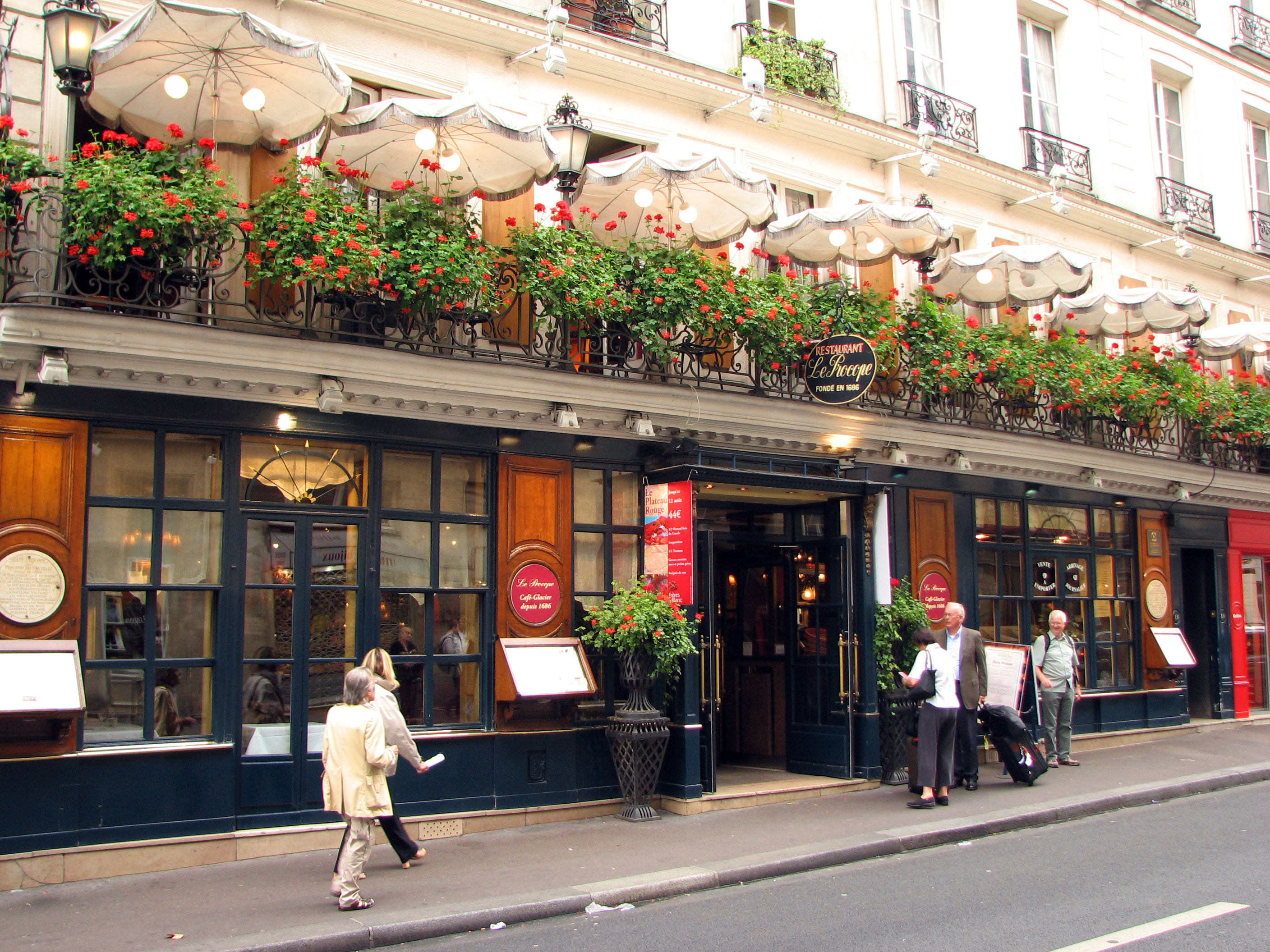
Кафе Прокоп — современный вид.

В своём заведении Кольтелли ввёл ряд новшеств. Благодаря использованию соли ему удалось снизить температуру льда, что позволило делать подаваемые им ароматные напитки холоднее. Он также применил на практике сицилийский рецепт приготовления мороженого-джелато, залитого лимонным или померанцевым соком. В Кафе «Ле Прокоп» стали подаваться небольшие фарфоровые чашки, подобные сосудам, в которых раньше подавались яйца.
Дополнительный успех кафе «Ле Прокоп» принесло открытие по соседству с ним в 1687 году нового здания театра «Комеди Франсез». Зрители часто посещали кафе, расположенное на той же улице, и вскоре оно стало одним из самых популярных мест в городе. В XVIII—XIX веках кафе «Ле Прокоп» было одним из важнейших центров интеллектуальной жизни города. Здесь собирались энциклопедисты, политики времён Великой Французской революции, а также многие французские писатели XIX века. Кафе существует по сей день.
По некоторым данным, кафе в XVII и XVIII веках также пользовалось большим успехом у дуэлянтов, стрелявшихся на пустыре неподалёку и часто заходивших в него до и после поединка.

## Личная жизнь
В 1675 году Прокопио женился на Маргарит Круен, в браке с которой у него было восемь детей. После её смерти Прокопио женился вновь в 1696 году на Анне Франсуазе Гарнье. У них было четверо детей. Его третьей женой в 1717 году стала Жюли Пармантье, в браке родился один ребенок.
В 1686 году Кольтелли стал французским подданным.